# Liliac, Neamț
Liliac este un sat în comuna Bahna din județul Neamț, Moldova, România.